# Himzo Polovina
Himzo Polovina, bosansko-hercegovski zbiralec pesmi, izvajalec, pisec besedil, skladatelj, pesnik in nevropsihiater, * 11. marec 1927, Mostar, Mostarska oblast, Kraljevina Jugoslavija, † 5. avgust, 1986, Plav, Črna gora, SFRJ.
Mnogi menijo, da je Polovina najpomembnejši pevec in zbiratelj sevdalink vseh časov.

## Življenjepis
Rodil se je v družini častnika Mušana Polovine in matere Ivanke (roj. Hlebec), po rodu Slovenke. Muzikalični oče, ki je zelo dobro igral šargijo, je malega Himzo z brati in sestrami učil peti. Svetoval mu je tudi obisk muslimanskega društva »Itihad«, kjer je med letoma 1935 in 1940 sodeloval v dramski sekciji ter izpopolnil svoje recitatorske sposobnosti. Tik pred II. svetovno vojno se je pri znanem profesorju in violinskem mojstru, Čehu Karlu Malacku, učil tega instrumenta.
Po vojni je bil od leta 1947 do odhoda v Sarajevo član folklornega ansambla delavskem kulturno-umetniškem društvu »Abrašević«. Z omenjeno zasedbo je hodil na turneje po vaseh in mestih bivše Jugoslavije. Rad je imel bogastvo narodnih noš, ki jih je pogosto uporabljal na javnih nastopih, tudi kot pevec.
Leta 1950 je bil kot študent medicinske fakultete član študentskega KUD »Slobodan Princip - Seljo«, nastopal pa je tudi s KUD »Ivo Lola Ribar«, KUD »Proleter«, ZKUD »Vaso Miskin - Crni«, KUD »Miljenko Cvitković«, in z amaterskimi društvi, ki so imela glasbene multietnične programe.
Med pevsko kariero je končal študij medicine in postal specialist nevropsihiatrije. V praksi je uspešno uporabljal metode psihiatrije, socioterapije in muzikoterapije. Ožjem krogu strokovnjakov medicine so znana njegova znanstvena dela iz omenjenih področij, objavljena v strokovnih publikacijah. Vse do svoje smrti je bil cenjen kot zdravnik v Bolnici za mentalno rehabilitacijo Jagomir v Sarajevu.
Navkljub govorni napaki pri izgovorjavi glasu »r« mu je januarja 1953 na avdiciji Radia Sarajevo uspelo vznemiriti glasbene strokovnjake s pesmijo Mehmeda je stara majka karala (v kateri sta samo dva r-ja). Takrat so na radiu Sarajevo peli še v živo. Sprejeli so ga in dobil je izvrstne mentorje, ki so iz njega naredili odličnega umetnika.
Himzo Polovina je na estradi preživel več kot 30 let. Nastopal je doma in na tujem, ter razširjal slavo ljudske pesmi, še posebej sevdalinke. Posnel je dvajset gramofonskih plošč, ki so dosegle milijonsko naklado, kot tudi nekaj glasbenih kaset umetniške vrednosti. Za Radio Sarajevo je posnel številne arhivske posnetke. Pogosto je nastopal v človekoljubne namene, po bolnicah, domovih upokojencev, onemoglih in starejših, domovih za zapuščene otroke, klubih zdravljenih alkoholikov itd.
Polovina je zaradi spora z zaposlenimi na Radiu Sarajevo tam pet let pavziral. Poslušalci so ga pogrešali in radiu pisali pritožbe, oni pa so jim odgovarjali, da način petja Himza Polovine ne odgovarja konceptom in slogu, ki ga negujejo. Medtem je neka zvezna žirija, ki je ocenjevala pevce ljudskih pesmi, visoko ocenila Polovino, pri čemer je posebno poudarila njegov slog in afinitet do višjih estetskih vrednosti v vsebini pesmi.
Polovina je pel skoraj o vseh mestih Bosne in Hercegovine, o lepem mestu Višegradu, o nastanku Banja Luke, o Saraj Bosni - Sarajevu, čudovitem mestu, o Spodnji Tuzli, ki jo je objela kača, o spomenikih, ki jih je po Bosni gradil Mehmed-paša Sokolović ...
Za svojo umetnost je prejel mnoga priznanja, med njimi tudi Estradno nagrado BiH in bivše Jugoslavije. Njegove vitrine so bile okrašele s srebrnimi, zlatimi in diamantnimi ploščami, diplomami in mnogimi priznanji, ki jih je za življenja prejel.
Bil je oženjen s Fikreto Medošević. Iz zakona je imel hćerko Rubino in sina Edmira.
Umrl je na koncertu, v črnogorskem Plavu, 5. avgusta 1986, za posledicami infarkta. Zadnja pesem, ki jo je na zahtevo publike večkrat odpel, je bila Emina. Pokopan je v Sarajevu.

## Pesmi
Zahvaljujoč Himzu Polovini so mnoge pozabljene pesmi ostale za vedno zabeležene. Nekatere od njih so:
- Dvore gradi Komadina Mujo
- Čudna jada od Mostara grada
- Ikindija, sunce zalazaše
- Poletjela dva goluba
- Jutros prođoh kroz čaršiju
- Voljelo se dvoje mladih
- Otvor' vrata od hamama
- Poljem se vija Hajdar delija
- Mila majko šalji me na vodu